# دیوید لاوری
دیوید لاوری (انگلیسی: David Lowery) کارگردان فیلم و هنرپیشه اهل ایالات متحده آمریکا است. از فیلم‌هایی که وی در آن‌ها نقش داشته‌است، می‌توان به رنگ سرچشمه، آن‌ها بی‌گناهند، اژدهای پیت و داستان یک روح اشاره نمود.

## فیلم‌شناسی

### فیلم
| سال  | عنوان                                      | کارگردان | نویسنده | تدوین‌گر | تهیه‌کننده |
| ---- | ------------------------------------------ | -------- | ------- | ------- | --------- |
| ۲۰۰۵ | ددروم                                      | آری      | آری     | آری     | آری       |
| ۲۰۰۹ | It Was Great, But I Was Ready to Come Home | نه       | آری     | نه      | نه        |
| ۲۰۰۹ | St. Nick                                   | آری      | آری     | آری     | نه        |
| ۲۰۱۳ | آن‌ها بی‌گناهند                              | آری      | آری     | نه      | نه        |
| ۲۰۱۳ | پیت استاپ                                  | نه       | آری     | نه      | نه        |
| ۲۰۱۶ | اژدهای پیت                                 | آری      | آری     | نه      | نه        |
| ۲۰۱۷ | داستان یک روح                              | آری      | آری     | آری     | نه        |
| ۲۰۱۷ | پرنده‌های زرد                               | نه       | آری     | نه      | نه        |
| ۲۰۱۸ | پیرمرد و تفنگ                              | آری      | آری     | نه      | نه        |
| ۲۰۲۱ | شوالیه سبز                                 | آری      | آری     | آری     | آری       |
| ۲۰۲۳ | پیتر پن و وندی                             | آری      | آری     | نه      | نه        |
| ۲۰۲۴ | مادر مری                                   | آری      | آری     | نه      | آری       |